# Chó
Chó (Danh pháp khoa học: Canis lupus familiaris hoặc Canis familiaris; từ Hán Việt gọi là "cẩu" (狗), "khuyển" (犬) hoặc cầy, những chú chó con còn được gọi là "cún"), là một loài động vật thuộc chi Chó (Canis), tạo nên một phần tiến hóa của sói, đồng thời là loài động vật ăn thịt trên cạn có số lượng lớn nhất. Chó và sói xám thuộc nhóm chị em, giống như những loài sói hiện đại đều không có họ hàng gần đến những loài sói được thuần hóa đầu tiên, đồng nghĩa với tổ tiên gốc của chó đã bị tuyệt chủng.
Chó cũng là loài động vật đầu tiên được con người thuần hóa và đã được chọn giống qua hàng thiên niên kỷ với nhiều hành vi, khả năng cảm nhận và đặc tính vật lý. Loài vật này được sử dụng để giữ nhà hoặc làm thú chơi. Răng của chúng dùng để giết mồi, nhai thịt và gặm thịt, thỉnh thoảng để cắn nhau. Chó là loài động vật được nuôi nhiều trên thế giới, có thể trông coi nhà, chăn cừu, dẫn đường, kéo xe, cũng là thực phẩm giàu đạm. Chó giúp con người rất nhiều việc như trông nhà cửa, săn bắt, và được xem như là loài vật trung thành, tình nghĩa nhất với con người. Ngày nay, nhu cầu nuôi chó cảnh đang được phát triển nên những giống chó nhỏ như Fox, Chihuahua hoặc chó thông minh như Collie được nhiều người chơi quan tâm đến.

## Phân loại

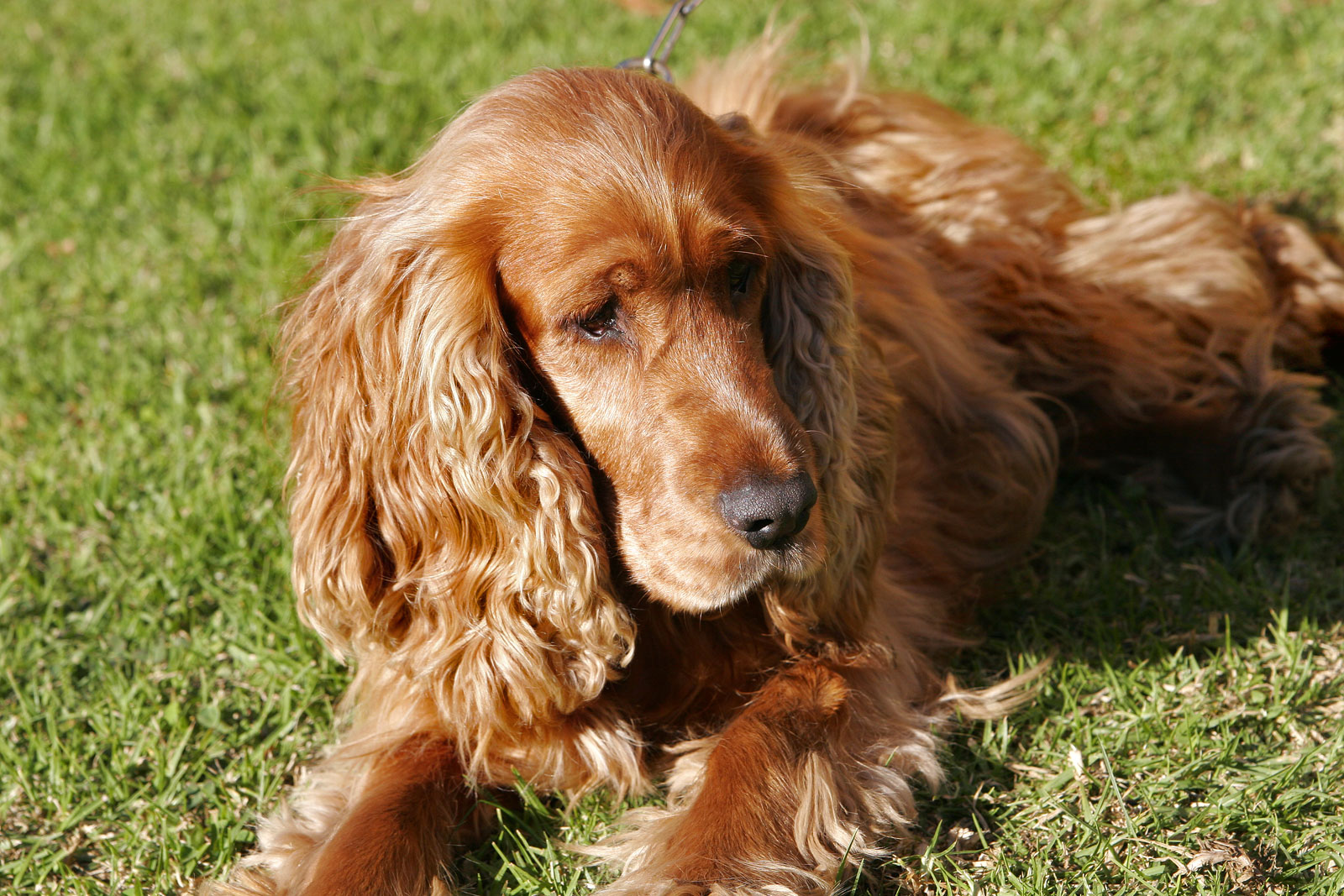
Một giống chó lai

## Tiến hóa

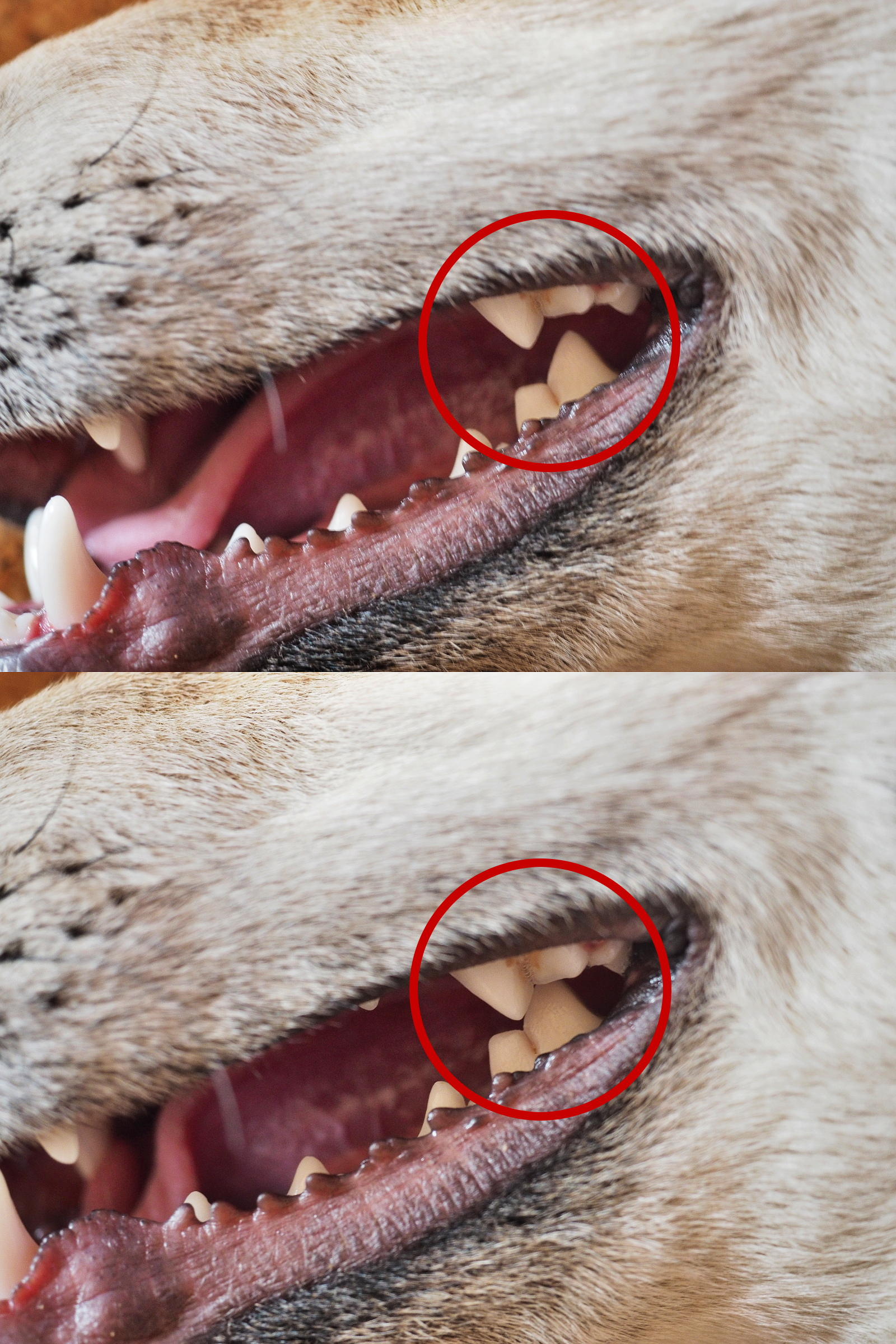
Vị trí của các răng cắt thịt của chó; răng cắt thứ tư ở hàm trên trùng với răng mọc đầu tiên ở hàm dưới, hoạt động giống như lưỡi kéo

### Các giống chó

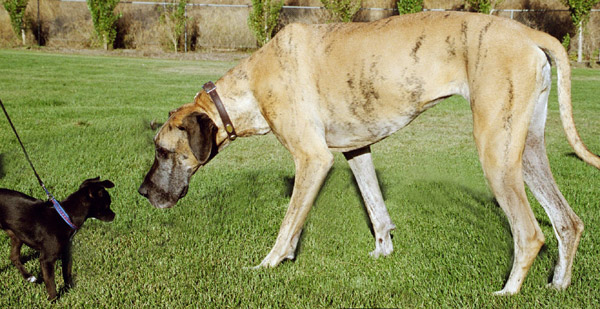
Các giống chó có sự biến đổi hiện thân rất lớn

## Đặc điểm

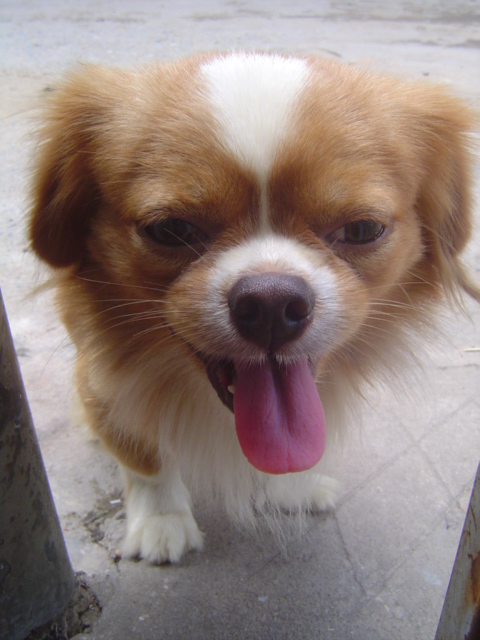
Khi cơ thể nóng bức, chó thường lè lưỡi thở để hạ nhiệt

## Trong văn hóa

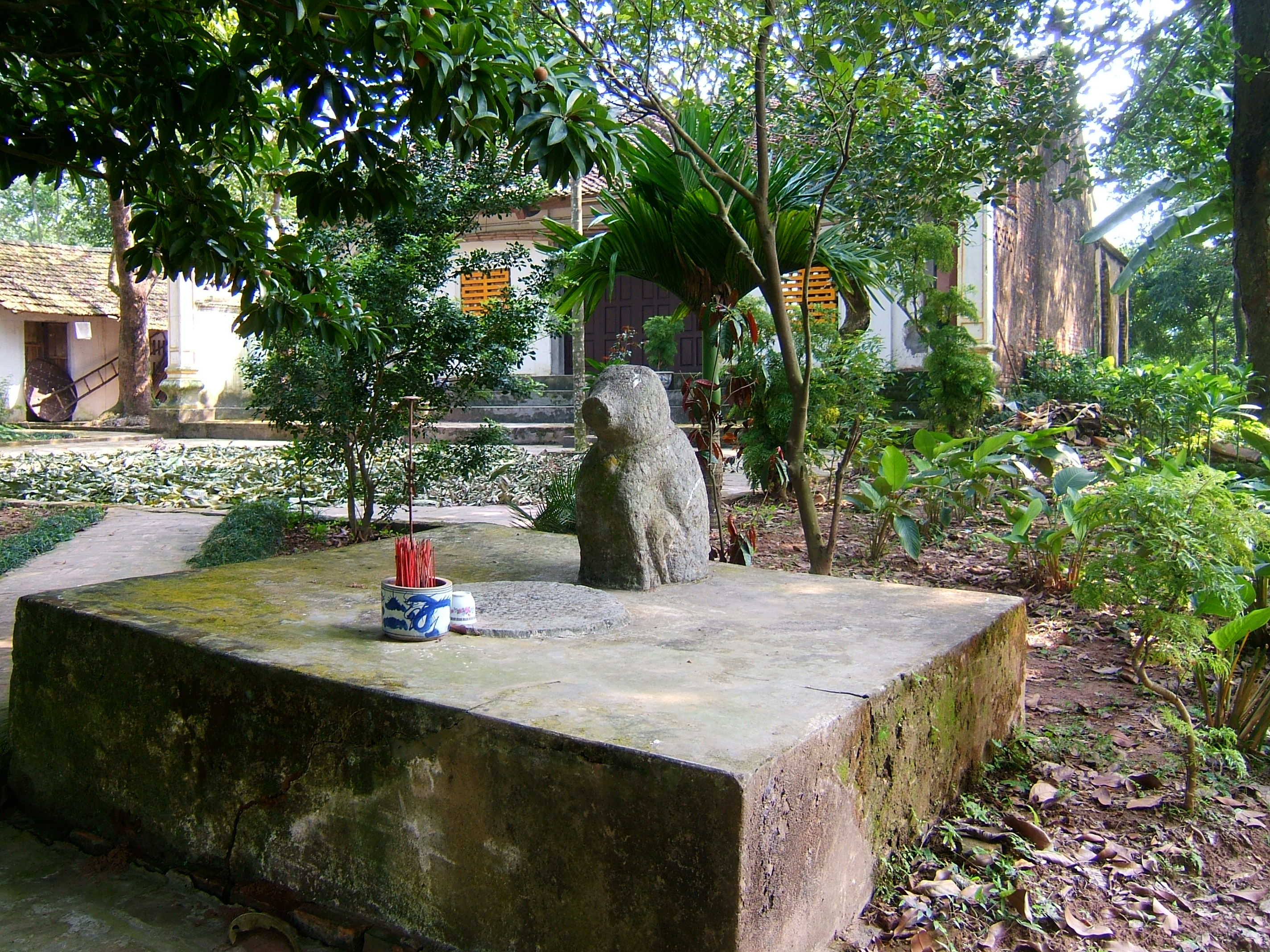
Một miếu thờ chó ở miền Bắc Việt Nam

## Trong đời sống

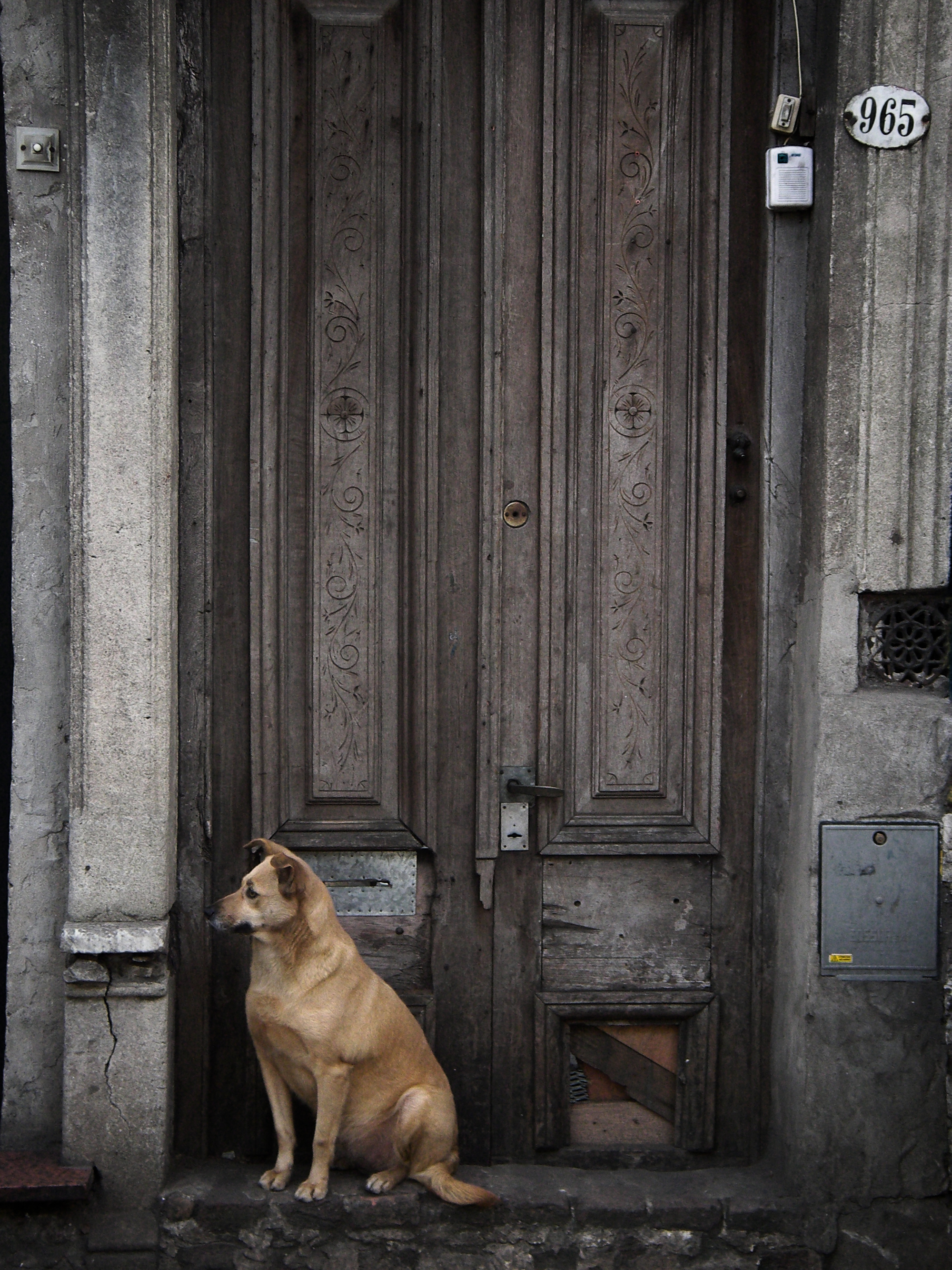
Hình ảnh quen thuộc của một con chó giữ nhà